# Macarostola formosa
Macarostola formosa là một loài bướm đêm thuộc họ Gracillariidae. Nó được tìm thấy ở Bắc Úc, Queensland, New South Wales, Victoria và New Zealand.
Ấu trùng ăn Acmena smithii và Eugenia ventenatii. Chúng có thể ăn lá nơi chúng làm tổ.